# ORP Kujawiak (L72)
ORP «Куяв'як» (L72) (англ. ORP Kujawiak (L72) — військовий корабель, ескортний міноносець 2-ї серії типу «Хант» Королівського військово-морського флоту Великої Британії та ВМС Польщі за часів Другої світової війни. Початково побудований для Королівського військово-морського флоту, як «Оуклі», корабель був 30 травня 1941 року, що до кінця робіт на верфі, переданий до ВМС Польщі. Брав активну участь у діях на морі, зокрема в спеціальній операції британських командос з нападу на Лофотенські острови та операції «Гарпун» — проведенні конвою на Мальту. Після її завершення, в ніч з 15 на 16 червня 1942 підірвався на міні в порту Ла-Валетти на Мальті з втратою 13 членів екіпажу.

## Історія
ORP «Куяв'як» закладений 22 листопада 1939 на верфі компанії Vickers-Armstrongs у Ньюкасл-апон-Тайні, як «Оуклі» (L 72). 20 травня 1941 року переданий за домовленістю між урядами Великої Британії та Польщі у екзилі на правах оренди польським військам. 17 червня 1941 увійшов до складу ВМС Польщі.
Вже 18 червня ORP «Куяв'як» здобув свій перший бойовий досвід, коли на переході з Ньюкасл-апон-Тайна до військово-морської бази в Скапа-Флоу зазнав напад німецького літака. Вогнем з борту літака були уражені 102-мм боєприпаси на есмінці, які вибухнули, що спричинило загибель одного польського моряка.
25 липня 1941 корабель увійшов до строю 15-ї флотилії есмінців у Плімуті, що виконувала завдання з конвоювання транспортних конвоїв.
23 жовтня 1941 року «Куяв'як» супроводжував ще один польський есмінець «Краков'як», котрий переходив Ірландським морем з Фрітауна до Ліверпуля у складі конвою SL 89.
22 грудня корабель залучався зі з'єднанням «J», що вийшло зі Скапа-Флоу, до проведення операції з висадки британських командос на Лофотенські острови в ході операції «Анкліт». 26 грудня 1941 року загін британських командос No. 12 Commando за підтримки 22 кораблів та суден трьох флотів атакував Лофотенські острови за планом цієї операції. У той час німецькі військовики переважно святкували наступне свято після Різдва — День подарунків. Протягом двох діб оперативна група флоту та командос утримували низку важливих об'єктів на островах, зокрема вивели з ладу 2 ворожі радіостанції та потопили декілька суден.
27 грудня польський есмінець зазнав незначних пошкоджень у наслідок повітряної атаки противника.
У червні 1942 року ORP «Куяв'як» увійшов до складу сил, що виділялися Флотом метрополії для ескорту великого конвою до Мальти. 6 червня корабель приєднався до конвою WS 19S на Північно-Західних підходах для подальшого проходження до Гібралтару. 12 червня есмінець вийшов з ВМБ Гібралтар разом зі з'єднанням X на Мальту. 14 числа піддався потужній авіаційній атаці німецьких бомбардувальників та торпедоносців, крейсер «Ліверпуль» був пошкоджений. Наступного дня атаки італійсько-німецьких ВПС продовжувалися, більш того, «Куяв'яку» довелося вступити у бій з італійськими бойовими кораблями, що намагалися напасти на транспортні судна конвою.
16 червня близько опівночі, корабель уходив до Гранд Гарбор на Мальті й наразився на морську міну, яка здетонувала, коли він спробував допомогти постраждалим на есмінці «Бедсворт», що також підірвався на мінному полі на підступах до мальтійського порту. Незважаючи на вмілі дії екіпажу та аварійних команд, польський корабель о 1:20 затонув у бухті порту, загинуло 13 матросів.